# Michael Lucken
Michael Lucken est un historien et historien de l'art français né dans le canton de Genève (Suisse) en 1969. Professeur à l'Institut national des langues et civilisations orientales depuis 2006, il a dirigé le Centre d'études japonaises (CEJ) de 2014 à 2018.

## Biographie
Après des études d’art, il envisage de monter une galerie d’art contemporain. Il poursuit en parallèle l’apprentissage du japonais. Sa rencontre en 1992 avec l’historien de l’art Tan.o Yasunori l’amène à choisir la voie académique. En 1999, il soutient sous la direction de Jean-Jacques Origas une thèse sur la politique artistique japonaise au cours de la Seconde Guerre mondiale et sur l’implication des artistes (Tsugouharu Foujita, Shunsuke Matsumoto) dans l’effort de guerre.
Après avoir publié l’Art du Japon au vingtième siècle, ouvrage que Kikuhata Mokuma décrit comme un « véritable aiguillon dans l’histoire de l’art moderne japonais », il s’intéresse aux monuments commémoratifs, ainsi qu’aux photographies prises à Hiroshima et Nagasaki en 1945. En 2013, il publie les Japonais et la Guerre, 1937-1952 (Prix Thiers 2014).
Entre 2010 et 2014, Michael Lucken est membre de l’Institut universitaire de France. Il développe au cours de cette période une réflexion sur l’imitation. S’appuyant sur la pensée du philosophe Masakazu Nakai, il défend l’idée que le rejet de l’imitation est toujours un outil de domination. Il réalise aussi plusieurs études d’œuvres majeures de l’art japonais moderne et contemporain (Voyage sentimental de Nobuyoshi Araki ; Le Voyage de Chihiro de Hayao Miyazaki).
Ses travaux récents portent sur la réception de l’Antiquité gréco-romaine au Japon et sur le concept de possession,,. Selon lui, c’est en se rêvant Grecs plutôt que Chinois que les Japonais se sont d’une certaine manière occidentalisés.
En 2019, il reçoit le grand prix des Rendez-vous de l'histoire pour son ouvrage Le Japon Grec. Culture et possession (Gallimard).

## Publications

### Ouvrages
- L’Art du Japon au vingtième siècle : pensée, formes, résistances, Paris, éditions Hermann, 2001, 273 p. prix Shibusawa-Claudel 2002
- Grenades et Amertume. Les peintres japonais à l’épreuve de la guerre, 1935-1952, Paris, Les Belles Lettres, 2005, 446 p.
- Avec A. Bayard-Sakai et E. Lozerand (dir.), Le Japon après la guerre, Arles, éditions Philippe Picquier, 2007, 406 p.
- 1945-Hiroshima : les images sources, Paris, Hermann, 2008, 201 p.
- Les Japonais et la Guerre, 1937-1952, Paris, Fayard, coll. « Divers Histoire », 2013, 400 p. (ISBN 978-2-213-66141-4)
- Nakai Masakazu. Naissance de la théorie critique au Japon, Dijon, Les Presses du réel, 2015, 262 p.
- Les Fleurs artificielles : création, imitation et logique de domination, Paris, Presses de l’Inalco, 2016, 273 p.
- Nakai Masakazu : Naissance de la théorie critique au Japon, Dijon, Les Presses du réel, coll. « Délashiné », 2016, 260 p. (ISBN 978-2-84066-812-1)
- Japon, l’archipel du sens, Paris, Perrin, coll. « Hors collection », 2016, 230 p. (ISBN 978-2-262-06421-1)[8],[9]
- Le Japon grec : Culture et possession, Paris, Gallimard, coll. « Bibliothèque des histoires », 2019, 253 p. (ISBN 978-2-07-279913-6)[4],[5],[6]

### Traduction
- Ryūsei Kishida (trad. du japonais), La Peinture crue : Réflexions sur l'art et l'ukiyoe, Paris, Les Belles Lettres, coll. « Collection Japon », 2011, 210 p. (ISBN 978-2-251-72208-5)